# Gambo (ort i Centralafrikanska republiken)
Gambo är en ort i Centralafrikanska republiken.   Den ligger i prefekturen Mbomou, i den sydöstra delen av landet, 400 km öster om huvudstaden Bangui. Gambo ligger 483 meter över havet och antalet invånare är 4 971.
Terrängen runt Gambo är platt. Runt Gambo är det glesbefolkat, med 8 invånare per kvadratkilometer.. Det finns inga andra samhällen i närheten. 
I omgivningarna runt Gambo växer i huvudsak städsegrön lövskog.